# Johan Vande Lanotte

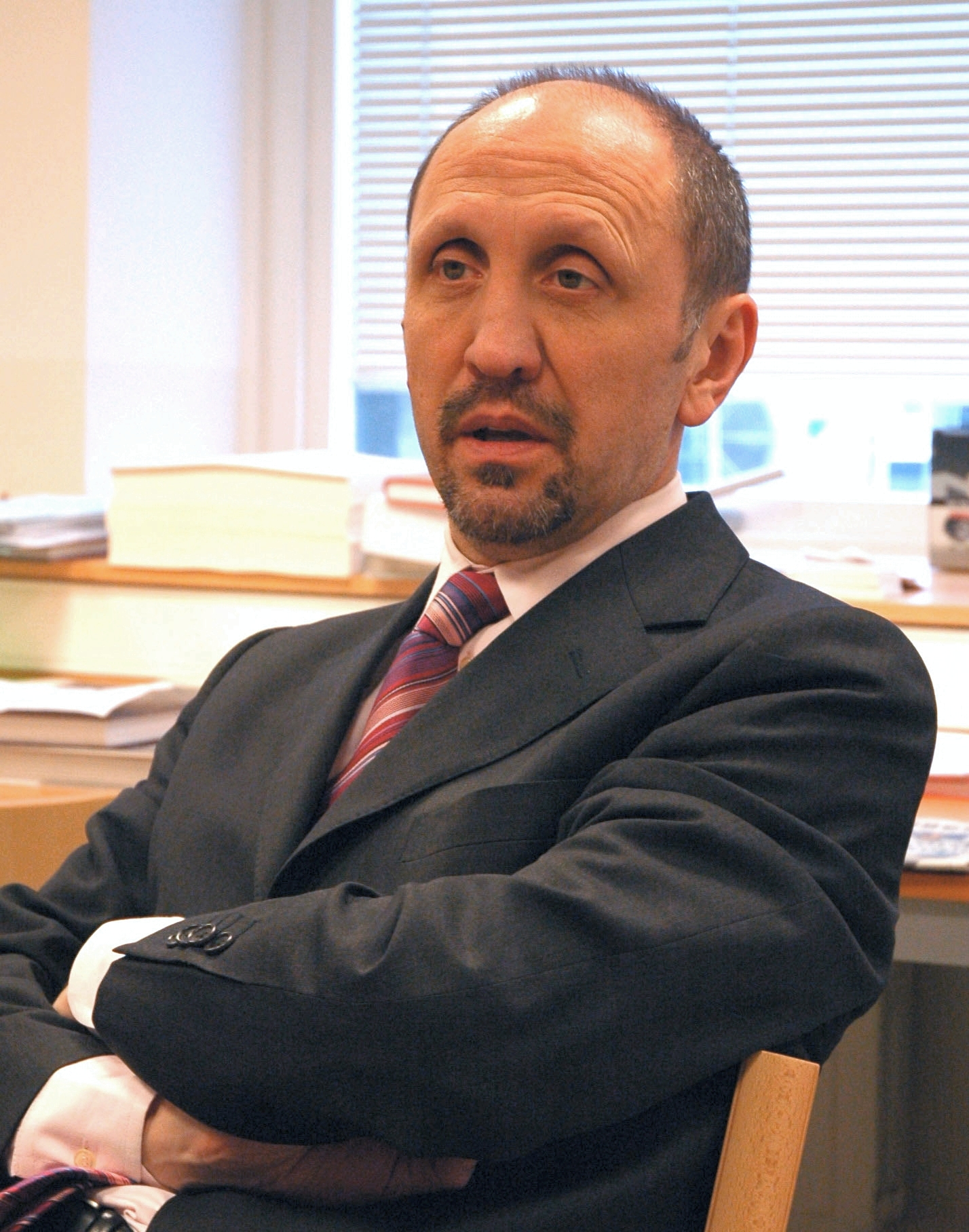
Johan Vande Lanotte

Johan Cyrille Corneel Vande Lanotte (* 6. Juli 1955 in Poperinge) ist ein belgischer Politiker der Socialistische Partij Anders (sp.a). Er ist langjähriger Parlamentarier und belegte auf föderaler Ebene mehrere Ministerämter, zuletzt von 2011 bis 2014 als Wirtschaftsminister in der Regierung Di Rupo. Seit 2015 ist er Bürgermeister von Ostende.

## Leben
Vande Lanotte wuchs in Stavele auf (heute eine Teilgemeinde von Alveringem). 1974 ging er an die Universität Antwerpen, wo er 1978 sein Diplom in Politik- und Sozialwissenschaften bestand und wechselte anschließend an die Vrije Universiteit Brussel, die er 1981 mit dem Lizenziat in Rechtswissenschaften verließ. 1986 promovierte er im selben Fach an der Universität Gent und wurde für seine Arbeit mit dem Preis des Belgischen Instituts für Verwaltungswissenschaften ausgezeichnet.
1988 wurde Vande Lanotte zum Kabinettschef des damaligen Innenministers Louis Tobback ernannt. 1991 wurde er als Volksvertreter in die Abgeordnetenkammer gewählt, wo er das Amt des Vorsitzenden des parlamentarischen Untersuchungsausschusses zum Menschenhandel übernahm. 1994 folgte er Tobback im Amt des Innenministers nach. Als Marc Dutroux im April 1998 die Flucht gelang, legte Vande Lanotte sein Ministeramt nieder. Stattdessen übernahm er die Leitung des Wahlkampfs der SP im Hinblick auf die Wahlen im Juni 1999.
1999 wurde Vande Lanotte zum Minister für Haushalt, Gesellschaftliche Integration und Sozialwirtschaft ernannt. 2003 übernahm er das Amt des Ministers für Haushalt, Gemeinschaftseinrichtungen und Nordsee. Von 2005 bis 2007 war er Vorsitzender der sp.a.
2006 wurde Vande Lanotte mit dem Ehrentitel eines Staatsministers ausgezeichnet.
Am 21. Oktober 2010 wurde Johan Vande Lanotte von König Albert II. beauftragt, die Regierungsbildung fortzuführen, nachdem es weder Bart De Wever (N-VA) noch Elio Di Rupo (PS) gelang, nach den Wahlen vom 13. Juni 2010 eine handlungsfähige Regierung aufzurichten. Nachdem es auch Vande Lanotte nicht gelungen war, die Gespräche über eine Staatsreform voranzubringen, legte dieser am 26. Januar 2011 sein Mandat nieder. Als am 6. Dezember 2011 eine neue belgische Regierung unter Premierminister Elio Di Rupo gebildet werden konnte, wurde Johan Vande Lanotte Vizepremierminister sowie Minister für Wirtschaft, Verbraucher und die Nordsee.
Ende August 2015 legte Johan Vande Lanotte seinen Eid als Bürgermeister von Ostende ab.

## Übersicht der politischen Ämter
- 1991 – 2007: Mitglied der Abgeordnetenkammer (teilweise verhindert)
- 1994 – 1995: Minister für Inneres und für den öffentlichen Dienst in der Regierung Dehaene I
- 1995 – heute: Mitglied des Gemeinderates in Ostende
- 1995 – 1998: Vizepremierminister, Minister für Inneres in der Regierung Dehaene II
- 1999 – 2003: Vizepremierminister, Minister für den Haushalt, für soziale Integration und Sozialwirtschaft in der Regierung Verhofstadt I
- 2007 – 2014: Senator (teilweise verhindert)
- 2014 – heute: Mitglied der Abgeordnetenkammer (teilweise verhindert)
- 2011 – 2014: Vizepremierminister, Minister für Wirtschaft, Verbraucher und die Nordsee in der Regierung Di Rupo
- 2015 – heute: Bürgermeister von Ostende

## Veröffentlichungen (Auswahl)
- Participatie, rechtsbescherming en openbaarheid van bestuur. Het petitierecht ont(k)leed?, Antwerpen 1986, ISBN 90-6321-396-4
- De noodzakelijke decentralisatie?, Antwerpen 1988, ISBN 90-6321-476-6
- De nieuwe gemeentelijke comptabiliteit, mit Jean Dujardin, Brügge 1990, 1994, 1999, ISBN 90-6200-941-7
- Inleiding tot het publiek recht, mit Jean Dujardin, Brügge 1994, 1997, 2001, 2003, ISBN 90-5751-008-1 und ISBN 90-6200-749-X
- Overzicht van het Belgisch Administratief Recht, mit André Mast, Jean Dujardin und Marnix Van Damme, Antwerpen 1996, 1998, 2000, 2002, ISBN 90-5583-992-2
- Het Europees verdrag tot bescherming van de Rechten van de Mens. In Hoofdlijnen, mit Yves Haeck, Jan Lathouwers, Bruno Tobback und Mieke Van de Putte, Antwerpen 1997
- België voor beginners. Wegwijs in het Belgisch labyrint, mit Siegfried Bracke und Geert Goedertier, Brügge 1998, 2000 und 2003, ISBN 90-5958-028-1
- Handboek Europees Verdrag voor de Rechten van de Mens, mit Yves Haeck, Antwerpen 2004, ISBN 90-5095-266-6 und ISBN 90-5095-356-5
- Overzicht Publiekrecht, mit Geert Goedertier und Pieter Vanden Heede, Brügge 2007, ISBN 978-90-8661-397-7